# Henri Gatien Bertrand
Henri Gatien Bertrand [bertrán], francoski divizijski general in biograf, * 28. marec 1773, Châteauroux, Francija, † 31. januar 1844, Châteauroux. 
Bil je vojaški častnik inženirec. V letih 1793—1815 se je udeležil vseh francoskih vojn. Sodeloval je v Napoleonovem pohodu v Egipt, leta 1805 je postal njegov vojaški pribočnik. Od aprila 1811 do januarja 1813 je bil glavni guverner Ilirskih provinc. Odpravil je dotedanjo francosko šolsko politiko in s tem slovenščino kot predmet in učni jezik v nižjih srednjih šolah ter izvajal pospešeno upravno-pravno združevanje s francoskim cesarstvom. Leta 1813 je postal veliki maršal cesarskega dvora in spremljal Napoleona med izgnanstvom na Elbi ter po porazu pri Bitki pri Waterlooju na Sveti Heleni. 
Njegova zasebna pisma (Lattres à Fanny, 1808—1815) so pomemben vir za spoznavanje vsakdanjega življenja francoskih vladajočih plasti provincah. Napisal je spomine Campagnes d' Égyte et de Syrie, mémories pour servir á l'historie de Napoléon, dictés par lui-même, a Sainte Hélène au général Bertrand.